# Kornélia Földi
Kornélia Földi (* 15. Mai 1978) ist eine ehemalige ungarische Biathletin.
Kornélia Földi nahm im Teamwettbewerb der Biathlon-Weltmeisterschaften 1997 in Osrblie teil und erreichte gemeinsam mit Zsuzsanna Bekecs, Anna Bozsik und Éva Szemcsák den 17. Platz. Nach der WM nahm sie auch erstmals an Rennen des Biathlon-Weltcups teil. Ihr erstes Rennen bestritt sie bei einem Einzel in Nozawa Onsen bei Nagano, wo sie 77. wurde. In Nowosibirsk erreichte sie mit Rang 72 im Einzel ihr bestes Ergebnis in einem Weltcup-Rennen. 1998 nahm sie an den Junioren-Europameisterschaften in Jericho teil und wurde 51. im Einzel und 54. im Sprintrennen. Bei den Sommerbiathlon-Weltmeisterschaften 1998 in Osrblie lief die Ungarin drei Rennen. Im Sprint erreichte sie den 36. Platz, im Verfolgungsrennen wurde sie 31. und mit Bekecs, Marta Barna und Bernadett Dira wurde sie als Schlussläuferin Achte mit der ungarischen Staffel. Auch ihr letztes Rennen bestritt sie 1999 in Osrblie.

## Biathlon-Weltcup-Platzierungen
Die Tabelle zeigt alle Platzierungen (je nach Austragungsjahr einschließlich Olympische Spiele und Weltmeisterschaften).
- 1.–3. Platz: Anzahl der Podiumsplatzierungen
- Top 10: Anzahl der Platzierungen unter den ersten zehn (einschließlich Podium)
- Punkteränge: Anzahl der Platzierungen innerhalb der Punkteränge (einschließlich Podium und Top 10)
- Starts: Anzahl gelaufener Rennen in der jeweiligen Disziplin

| Platzierung | Einzel | Sprint | Verfolgung | Massenstart | Team | Staffel | Gesamt |
| ----------- | ------ | ------ | ---------- | ----------- | ---- | ------- | ------ |
| 1. Platz    |        |        |            |             |      |         |        |
| 2. Platz    |        |        |            |             |      |         |        |
| 3. Platz    |        |        |            |             |      |         |        |
| Top 10      |        |        |            |             |      |         |        |
| Punkteränge |        |        |            |             | 1    |         | 1      |
| Starts      | 3      | 3      |            |             | 1    |         | 7      |